# 余乐平
余乐平（1967年12月30日—），篮球中锋，浙江篮球元老级代表人物。生于杭州，职业生涯全部效力于浙江万马队（现稠州银行队），2000年退役。身高2.16米，体重130公斤，以善抢篮板球著称，曾经三次获得过联赛篮板王(见中国男子篮球职业联赛篮板王)。他抢篮板有个显著特点就是不跳跃，利用身体卡位，再利用身高接球。对手虽然跳得很高但也难以逾越余乐平巨大的身体屏障。进攻方面，虽然不是球队主要得分手，但他也有一手篮下勾手投篮的本领，特别是他左右手都能熟练勾手，命中率很高。退役后，他在家乡杭州开了一家匡威体育用品专卖店，同时担任了浙江二队主教练的工作。

## 外部連結
- 余乐平在中国男子篮球职业联赛